# Automeris dianae
Automeris dianae é uma espécie de mariposa do gênero Automeris, da família Saturniidae.
Sua ocorrência foi registrada no Peru, no departamento de Cusco, Nueva Virgen, a 2.500 m de altitude.